# Campionati europei di atletica leggera indoor 2015 - Getto del peso maschile
La specialità del getto del peso maschile ai campionati europei di atletica leggera indoor di Praga 2015 si è svolta alla O2 Arena di Praga, nella Repubblica Ceca, il 5 e 6 marzo 2015.

## Podio
| Pos.    | Atleta          | Nazionalità | Misura  |
| ------- | --------------- | ----------- | ------- |
| Oro     | David Storl     | Germania    | 21,23 m |
| Argento | Asmir Kolašinac | Serbia      | 20,90 m |
| Bronzo  | Ladislav Prášil | Rep. Ceca   | 20,66 m |

## Record
Prima di questa competizione, il record del mondo (RM), il record europeo (EU) ed il record dei campionati (RC) sono i seguenti:
| Record                | Prestazione | Atleta                      | Data                                       | Competizione        |
| --------------------- | ----------- | --------------------------- | ------------------------------------------ | ------------------- |
| Record mondiale       | 22,66 m     | Randy Barnes Stati Uniti    | 20 gennaio 1989 Los Angeles, Stati Uniti   |                     |
| Record europeo        | 22,55 m     | Ulf Timmermann Germania Est | 11 febbraio 1989 Senftenberg, Germania Est |                     |
| Record dei campionati | 22,19 m     | Ulf Timmermann Germania Est | 21 febbraio 1987 Liévin, Francia           | Europei indoor 1987 |

## Programma
| Data         | Ora   | Turno          |
| ------------ | ----- | -------------- |
| 5 marzo 2015 | 18:00 | Qualificazioni |
| 6 marzo 2015 | 17:25 | Finale         |

## Risultati

### Qualificazioni
La qualificazione si è tenuta giovedì 5 marzo a partire dalle 18:00. Accedono alla finale gli atleti che ottengono la misura di 20,55 metri (Q) o le prime 8 migliori misure (q).
| Pos. | Atleta              | Nazionalità          | 1ª prova | 2ª prova | 3ª prova | Risultato | Note |
| ---- | ------------------- | -------------------- | -------- | -------- | -------- | --------- | ---- |
| 1    | David Storl         | Germania             | 21,23 m  | -        | -        | 21,23 m   | Q    |
| 2    | Stipe Žunić         | Croazia              | 20,16 m  | 20,39 m  | 20,67 m  | 20,67 m   | Q    |
| 3    | Bob Bertemes        | Lussemburgo          | 20,19 m  | 20,56 m  | -        | 20,56 m   | Q    |
| 4    | Ladislav Prášil     | Rep. Ceca            | 19,96 m  | 20,50 m  | -        | 20,50 m   | q    |
| 5    | Konrad Bukowiecki   | Polonia              | 19,55 m  | 20,46 m  | 19,62 m  | 20,46 m   | q    |
| 6    | Asmir Kolašinac     | Serbia               | 20,23 m  | 20,41 m  | x        | 20,41 m   | q    |
| 7    | Borja Vivas         | Spagna               | 20,16 m  | x        | 19,80 m  | 20,16 m   | q    |
| 8    | Tobias Dahm         | Germania             | 19,97 m  | x        | 19,50 m  | 19,97 m   | q    |
| 9    | Georgi Ivanov       | Bulgaria             | 19,34 m  | 19,31 m  | 19,95 m  | 19,95 m   |      |
| 10   | Aleksandr Lesnoj    | Russia               | x        | 19,57 m  | 19,91 m  | 19,91 m   |      |
| 11   | Gaëtan Bucki        | Francia              | 19,73 m  | 19,66 m  | x        | 19,73 m   |      |
| 12   | Rafal Kownatke      | Polonia              | 19,63 m  | 18,73 m  | 19,68 m  | 19,68 m   |      |
| 13   | Konstantin Lyadusov | Russia               | 19,61 m  | x        | x        | 19,61 m   |      |
| 14   | Maksim Sidorov      | Russia               | 18,90 m  | 19,45 m  | x        | 19,45 m   |      |
| 15   | Jan Marcell         | Rep. Ceca            | x        | x        | 19,45 m  | 19,45 m   |      |
| 16   | Pavel Lyžyn         | Bielorussia          | x        | 19,30 m  | x        | 19,30 m   |      |
| 17   | Carlos Tobalina     | Spagna               | x        | 18,94 m  | 19,18 m  | 19,18 m   |      |
| 18   | Christian Jagusch   | Germania             | 19,11 m  | 18,98 m  | 19,06 m  | 19,11 m   |      |
| 19   | Leif Arrhenius      | Svezia               | x        | 19,07 m  | x        | 19,07 m   |      |
| 20   | Kemal Mešić         | Bosnia ed Erzegovina | 19,04 m  | x        | 18,91 m  | 19,04 m   |      |
| 21   | Tumatai Dauphin     | Francia              | 18,95 m  | x        | x        | 18,95 m   |      |
| 22   | Yioser Toledo       | Spagna               | 18,90 m  | x        | x        | 18,90 m   |      |
| 23   | Šarunas Banevicius  | Lituania             | 17,68 m  | 18,52 m  | 18,72 m  | 18,72 m   |      |
| 24   | Lukas Weißhaidinger | Austria              | 18,65 m  | 18,62 m  | 18,71 m  | 18,71 m   |      |
| 25   | Daniele Secci       | Italia               | x        | x        | 18,53 m  | 18,53 m   |      |
| 26   | Andrei Gag          | Romania              | x        | 18,31 m  | 18,45 m  | 18,45 m   |      |
| 27   | Kristo Galeta       | Estonia              | 18,18 m  | x        | x        | 18,18 m   |      |
| -    | Hamza Alić          | Bosnia ed Erzegovina | x        | x        | x        | nm        |      |
| -    | Arttu Kangas        | Finlandia            | x        | x        | x        | nm        |      |
| -    | Matus Olej          | Slovacchia           | x        | x        | x        | nm        |      |
| -    | Tomáš Stanek        | Rep. Ceca            | x        | x        | x        | nm        |      |
| -    | Jakub Szyszkowski   | Polonia              | x        | x        | x        | nm        |      |
| -    | Māris Urtāns        | Lettonia             | x        | x        | x        | nm        |      |

### Finale
La finale si è tenuta venerdì 6 marzo 2015 alle ore 17:25.
| Pos.    | Atleta            | Nazionalità | 1ª prova | 2ª prova | 3ª prova | 4ª prova | 5ª prova | 6ª prova | Misura  | Note                                     |
| ------- | ----------------- | ----------- | -------- | -------- | -------- | -------- | -------- | -------- | ------- | ---------------------------------------- |
| Oro     | David Storl       | Germania    | 20,56 m  | x        | 21,12 m  | x        | 20,92 m  | 21,23 m  | 21,23 m |                                          |
| Argento | Asmir Kolašinac   | Serbia      | x        | x        | 20,47 m  | 20,34 m  | x        | 20,90 m  | 20,90 m |                                          |
| Bronzo  | Ladislav Prášil   | Rep. Ceca   | 20,66 m  | x        | x        | x        | 20,26 m  | x        | 20,66 m | Miglior prestazione personale stagionale |
| 4       | Borja Vivas       | Spagna      | 19,72 m  | 20,03 m  | 20,15 m  | 20,14 m  | 20,59 m  | 20,10 m  | 20,59 m |                                          |
| 5       | Bob Bertemes      | Lussemburgo | 19,93 m  | x        | 20,32 m  | x        | 20,48 m  | x        | 20,48 m |                                          |
| 6       | Konrad Bukowiecki | Polonia     | 20,46 m  | 20,41 m  | 20,44 m  | x        | 20,19 m  | x        | 20,46 m | =                                        |
| 7       | Stipe Žunić       | Croazia     | x        | 19,58 m  | 20,28 m  | x        | x        | x        | 20,28 m |                                          |
| 8       | Tobias Dahm       | Germania    | 19,58 m  | 19,43 m  | 19,36 m  | 19,21 m  | x        | x        | 19,58 m |                                          |